# San Pablo (Kalifornia)
San Pablo – miasto w Stanach Zjednoczonych, w stanie Kalifornia, w zachodniej części hrabstwa Contra Costa. Według spisu ludności z roku 2010, w San Pablo mieszka 29139 mieszkańców. Urodził się tam wokalista zespołu Green Day Billie Joe Armstrong.